# Isachne pulchella
Isachne pulchella är en gräsart som beskrevs av Albrecht Wilhelm Roth. Isachne pulchella ingår i släktet Isachne och familjen gräs. IUCN kategoriserar arten globalt som livskraftig. Inga underarter finns listade i Catalogue of Life.